# Baie-Saint-Paul
Baie-Saint-Paul är en stad (kommun av typen ville) och tätort (centre de population) i provinsen Québec i Kanada. Den ligger i regionen Capitale-Nationale, cirka 9 mil nordost om provinshuvudstaden Québec. Antalet invånare var 7 371 vid folkräkningen 2021, varav 4 308 i tätorten.
Den nuvarande kommunen bildades 1996 genom att staden Baie-Saint-Paul slogs ihop med socknen med samma namn och kommunen Rivière-du-Gouffre. Den tidigare staden bröts ut ur socknen 1893 och blev stad 1913.
I Baie-Saint-Paul finns en klimatstation. Där är årsmedeltemperaturen 4 °C. Den varmaste månaden är juli, då medeltemperaturen är 18,3 °C, och den kallaste är januari, med -12,4 °C. Genomsnittlig årsnederbörd är 995,5 millimeter. Den regnigaste månaden är maj, med i genomsnitt 98,1 mm nederbörd, och den torraste är februari, med 64,8 mm nederbörd.